# 西龙王庙站
西龙王庙站（蒙古语：ᠪᠠᠷᠠᠭᠤᠨ ᠯᠤᠤᠰ ᠤᠨ ᠰᠦᠮ᠎ᠡ）是呼和浩特地铁1号线的地铁车站，位于中华人民共和国内蒙古自治区呼和浩特市回民区攸攸板镇、钢铁路街道与光明路街道交界新华西街与巴彦淖尔南路交叉口地下，2019年12月29日開通运营。
车站建设时期工程名为回民区政府站。

## 车站结构
西龙王庙站位于新华西街与巴彦淖尔南路交叉口，沿新华西街东西向布置，长272米，标准段宽度22.7米，为地下两层岛式车站。
| 地面              | 出入口 | A-D出入口 |
| 地下一层          | 站厅   | 客服中心、自动售票机、验票机                                                                                                |
| 地下二层          | 站台层 | \| \| \| █ 1号线往伊利健康谷（呼钢南路） \| \| 島式 · 開左邊车门 \| \| \| \| \| \| █ 1号线往坝堰（机场）（乌兰夫纪念馆） \| |
|                   |        | █ 1号线往伊利健康谷（呼钢南路）                                                                                             |
| 島式 · 開左邊车门 |        | |
|                   |        | █ 1号线往坝堰（机场）（乌兰夫纪念馆）                                                                                       |

## 车站出口
西龙王庙站共设4个出口，各出口及周围设施如下所示：
| 出口编号            | 照片 | 地点             | 可到达目的地                         |
| ------------------- | ---- | ---------------- | ------------------------------------ |
| A · 出口            |      | 新华西街（北侧） | 呼钢小区                             |
| B · 出口            |      | 新华西街（南侧） | 县府街小学(巴彦淖尔路校区)           |
| C · 出口            |      | 新华西街（南侧） | 呼和浩特市公共交通总公司第一汽车公司 |
| D · 出口 · （设有） |      | 新华西街（北侧） | 金蒙国际艺术馆                       |
| 图例： 设有         |      |                  |                                      |

## 接驳交通

### 公交车
- 回民区交警大队：4路、8路、41路、K1路、夜间4号线
- 公交一公司：7路、80路、32路、41路、59路、81路、102路、S2路

## 历史
- 2016年8月25日，车站开工[2]。
- 2019年12月29日，本站随1号线通车一同开通[1]。